# Сулковиці-Другі
Сулковиці-Другі (пол. Sułkowice Drugie) — село в Польщі, у гміні Пйонтек Ленчицького повіту Лодзинського воєводства.
Населення — 53 особи (2011).
У 1975-1998 роках село належало до Плоцького воєводства.

## Демографія
Демографічна структура станом на 31 березня 2011 року:
|          | Загалом | Допрацездатний вік | Працездатний вік | Постпрацездатний вік |
| -------- | ------- | ------------------ | ---------------- | -------------------- |
| Чоловіки | 30      | 5                  | 22               | 3                    |
| Жінки    | 23      | 3                  | 14               | 6                    |
| Разом    | 53      | 8                  | 36               | 9                    |